# Slezské Rudoltice (zámek)
Zámek Slezské Rudoltice se nachází ve stejnojmenné obci Slezské Rudoltice. Barokní zámek vznikl přestavbou renezanční tvrze a největšího rozkvětu dosáhl ve druhé polovině 18. století. Areál zámku s přilehlým parkem je památkově chráněn od roku 1963.

## Historie
Menší renezanční zámek zbudovali Fulštejnové mezi lety 1548 až 1565 na místě středověké tvrze. Dalšími vlastníky byli Sedlničtí z Choltic, kterým byl zámek zkonfiskován za účast ve stavovském povstání. Krátce jej vlastnil Maximilián hrabě z Ditriechsteinu, který zámek v r. 1630 prodal Jiřímu, svobodnému pánu z Hodic. V roce 1667 se stal vlastníkem zámku syn Jiřího Julius Leopold z Hodic. Julius nechal na západním křídle zámku zbudovat zámeckou kapli. V roce 1686 zemřel Julius a majitelem celého panství a zámku se stal jeho syn Karel Josef z Hodic, který následně zahájil barokní přestavbu zámku. Barokní přestavbou vznikla čtyři jednopatrová křídla, která uzavírala čtvercové nádvoří. Největšího rozmachu se zámku dostalo za života Alberta Josefa hraběte z Hodic (1706–1778). Provedl barokní úpravy zámku a v přilehlém parku vybudoval mnoho drobných kuriózních staveb ve stylu jardin picturesque. Hrabě se zabýval filozofií, historií, sbíral umělecká díla a starožitnosti. Vedl čilý společenský život. Od roku1709 byla na zámku stála zámecká kapela. Navštěvovali ho šlechtici, umělci a různé známé osobnosti. Pobýval zde také pruský král Bedřich II., který byl synovcem jeho manželky vévodkyně  Sofie Sasko-Weissenfelské. V zámku bylo divadlo a hrála v něm vlastní zámecká kapela. Zámek se stal jedním z kulturních center Slezska a byl někdy nazýván Slezské Versailles. Nákladný život přivedl hraběte Alberta k bankrotu a po jeho smrti bylo zařízení interiéru i sbírky rozprodány. Zámek i park chátraly.
Od roku 1779 vlastnil panství měšťan z rodu Čejkové z Badenfeldu, jejichž erb je vidět na budově zámecké vinárny. Dalšími vlastníky byli továrníci Steuer z Krnova a Heřman Brücker z Červené Vody, kteří se o zámek příliš nestarali. Byla zde například umístěna tkalcovna. Posledním majitelem byl do roku 1942 koňský handlíř Franz Andres. Ve druhé světové válce zde mj. sídlila část Goebbelsova ministerstva propagandy a cvičil zde Hitlerjugend.
Po druhé světové válce byl slezskorudoltický zámek krátce sídlem místního národního výboru a později, po částečné rekonstrukci, sloužil zámek v sedmdesátých až osmdesátých letech dvacátého století jako sklad zdravotnického materiálu. V roce 2004 se stala obec správcem zámku a v roce 2008 i vlastníkem. V letech 2020-2022 proběhla rekonstrukce zámecké budovy z prostředků přidělených obci v rámci česko–polského operačního programu Evropské unie. 

## Popis
Budova zámku je situována v rozlehlém parku s jezírkem. Areál parku uzavírá v průčelí dvoukřídlá kovová brána na dvou hranolových pilířích, po stranách jsou menší branky pro pěší.
Zámek tvoří čtyři jednopatrová křídla kolem obdélného nádvoří. V průčelí jsou po stranách výrazné rizality o hloubce jedné okenní osy. Uprostřed je hlavní vstup do zámku – průjezd s půlkruhově zaklenutým portálem, nad kterým je balkon s kovovým zábradlím. Přechází do nízké čtyřhranné věže zakončené ozdobným cimbuřím, která vystupuje nad rovinou ploché střechy zámku. Průčelí je členěno mezipatrovým kordonem a lizénami kolem oken je bohatá štuková výzdoba. V přízemí je fasáda upravena omítkovou bosáží. Ostatní křídla zámku mají jednodušší členění i dekor. Z východního křídla vystupuje část kaple ve tvaru zaobleného trojlistu, který tvoří presbytář a dvě postranní kaple. Vnitřní výstavba má po třech stranách chodbu na nádvoří, hlavní a vedlejší schodiště a v severním křídle zadní průjezd. Stěny nádvoří jsou členěny lizénami, náznakem arkád a zdobeny štukovým dekorem.
Stav interiérů byl poznamenán jeho průmyslovým využitím v průběhu 19. a 20. století. Největší místností zámku je bývalá knihovna, která sloužila i jako divadelní sál. Vedou do ní dva bohatě zdobené štukové portály. Její strop byl zdoben freskou, dělicí pás a stěny pokrývaly ornamentální a figurální štuky. Zbytky plastické výzdoby se dochovaly v Dešťovém pokoji se štukovými portrétními medailony významných dobových osobností a fragmenty skleněné barevné mozaiky na stěnách. Tvůrcem výzdoby byl místní sochař Jan Schubert (1743–1792).

## Zahrada
Zámecký park patřil v 18. století za doby hraběte Alberta Hodice k nejpozoruhodnějším místům ve Slezsku. Nedochovaly se však žádné plány, projekty ani dobová vyobrazení. Jeho popis je znám pouze z rukopisných svědectví několika návštěvníků zámku. Park se rozkládal na ploše 6,15 ha a pečoval o něj zahradník J. A. Schindler z Osoblahy.
Zámecká zahrada byla obohacena souborem téměř 4 000 romantických staveb a objektů. „Byly zde zříceniny gotického hradu, na pahorku vedle byl chrám čínský, nedaleko zase byzantská kaplička Božího hrobu, věrně, dle vzoru oné Jeruzalémské kaple, vystavěná. Blízko poustevny, mechem přikryté, byla indická pagoda postavena. Všude plno soch, lepších i horších, v podivném smíšení.“
Po bankrotu hraběte Hodice byla zahrada rozorána, sochy a další drobné objekty odstraněny a nepotřebné budovy zbořeny.
Po získání zámku do vlastnictví obec Rudoltice přikročila v roce 2011 k radikální úpravě a revitalizaci parku. Vzrostlé stromy kolem zámku byly vykáceny a byla obnovena francouzská zahrada, na kterou navazuje přírodní anglický park s jezírkem. 

## Expozice
V současnosti jsou v zámku umístěny stálé expozice:
- Původní nábytek kapličky v Koberně
- Obnovení řemesla paličkované krajky
- Muzeum ohýbaného nábytku

Mimo stálých expozic jsou v zámku pořádány výstavy obrazů, fotografií a jiných uměleckých děl. Původní byt správce dnes slouží pro ubytování turistů.
V roce 2017 zámek navštívilo 5 162 návštěvníků.